# Liste der mexikanischen Botschafter in Algerien
Bis zum Beginn des Jom-Kippur-Kriegs am 6. Oktober 1973 residierten die mexikanischen Botschafter, die bei der Regierung von Algerien akkreditiert waren, in Kairo. Ab 1974 wurde Algier der Dienstsitz.

## Missionschefs
| Ernennung Akkreditierung | Name                                                | ernannt von                   | akkreditiert bei der Regierung | Posten verlassen |
| ------------------------ | --------------------------------------------------- | ----------------------------- | ------------------------------ | ---------------- |
| 7. Apr. 1964             | Jorge Castañeda y Álvarez de la Rosa                | Gustavo Díaz Ordaz            | Ahmed Ben Bella                | 24. Apr. 1968    |
| 15. Aug. 1965            | Eduardo Espinosa y Prieto                           | Gustavo Díaz Ordaz            | Houari Boumedienne             | 2. Jan. 1967     |
| 23. Aug. 1968            | Manuel de Aráoz Herrasti                            | Gustavo Díaz Ordaz            | Houari Boumedienne             | 6. März 1973     |
| 11. Jan. 1973            | Celso Humberto Delgado Ramírez                      | Luis Echeverría Álvarez       | Houari Boumedienne             | 1. Okt. 1973     |
| 13. Sep. 1974            | Ernesto Madero Vázquez                              | Luis Echeverría Álvarez       | Houari Boumedienne             | 5. Apr. 1977     |
| 1. Aug. 1977             | Óscar González César                                | José López Portillo           | Houari Boumedienne             | 16. März 1981    |
| 16. März 1981            | Roberto Diego del Corral González                   | José López Portillo           | Chadli Bendjedid               | 16. Nov. 1981    |
| 28. Dez. 1981            | Alfredo Toxqui                                      | José López Portillo           | Chadli Bendjedid               | 20. Nov. 1982    |
| 20. Nov. 1982            | Eduardo Cervera Cámara                              | Miguel de la Madrid Hurtado   | Chadli Bendjedid               | 15. Mai 1983     |
| 15. Mai 1983             | Fernando Elías Calles Sáenz                         | Miguel de la Madrid Hurtado   | Chadli Bendjedid               | 26. Apr. 1988    |
| 30. Mai 1988             | Jorge Palacios Treviño                              | Carlos Salinas de Gortari     | Chadli Bendjedid               | 19. Nov. 1991    |
| 20. Dez. 1991            | Alfredo Rogerio Pérez Bravo                         | Carlos Salinas de Gortari     | Chadli Bendjedid               | 1. Apr. 1994     |
| 1. Apr. 1994             | Gerardo Sánchez Maleno                              | Ernesto Zedillo Ponce de León | Liamine Zéroual                | 4. Juni 1994     |
| 4. Apr. 1994             | Héctor Enrique Pérez Gallardo y García de la Cadena | Ernesto Zedillo Ponce de León | Liamine Zéroual                | 1999             |
| 1999                     | Francisco Correa Villalobos                         | Ernesto Zedillo Ponce de León | Abd al-Aziz Bouteflika         | 2001             |
| 1. Mai 2002              | Carlos Virgilio Ferrer Argote                       | Ernesto Zedillo               | Abd al-Aziz Bouteflika         | 2006             |
| 2006                     | Eduardo Roldán                                      | Felipe Calderón               | Abd al-Aziz Bouteflika         | 8. März 2012     |
| 2013                     | Juan José González Mijares                          | Enrique Peña Nieto            | Abd al-Aziz Bouteflika         | 2018             |
| 2018                     | Gabriel Rosenzweig Pichardo                         | Andrés Manuel López Obrador   | Abdelmadjid Tebboune           | 2024             |
| 2024                     | José Ignacio Madrazo                                | Andrés Manuel López Obrador   | Abdelmadjid Tebboune           |                  |